# Santuario del Santissimo Salvatore
Il Santuario del Santissimo Salvatore, posto a 954 m s.l.m., sorge sull’omonimo monte, isolato dal resto della catena montuosa dei Monti Picentini, a guardia dell’abitato di Montella e di tutta la valle sottostante.
Datare l’origine del Santuario è difficile per la scarsità di documenti: i primi dati certi, tuttavia, risalgono al 1758 e testimoniano l’esistenza iniziale a Montella della Parrocchia di San Salvatore in Prato, dal nome dell’antico casale Prati dove era ubicata.

## Storia
Nel 1779 un lungo periodo di siccità della durata di sei mesi afflisse quasi tutta l’Europa; nel territorio di Montella ciò comportò una carestia per la quale i suoi cittadini pensarono di recarsi in pellegrinaggio sulla cima del monte, dove c’era una cappella dedicata al Salvatore. Poiché il sentiero era impervio, il 26 maggio circa trecento montellesi si recarono sulla montagna per ampliare il viottolo. Secondo una leggenda, l’ascesa al santuario del gruppo di montellesi portò ad un improvviso aumento dell’acqua della cisterna adiacente alla cappella fino a causare, nei giorni successivi, una forte pioggia che mise fine al lungo periodo di siccità. La comitiva attinse dal pozzo una modesta quantità di acqua sufficiente a dissetarla e che miracolosamente crebbe di altri tre palmi.
Il santuario ha attirato notevolmente l’attenzione dei Montellesi dopo gli avvenimenti del 1779. Dopo i fatti straordinari di quell’anno, infatti, il popolo,mosso dall’entusiasmo della fede, decise di ampliare l’antica chiesetta e di istituire, per celebrare quei fatti miracolosi, il giorno della Trinità. Il 30 Luglio venne portata da Napoli a Sorbo, rione di Montella, una statua in argento del Salvatore, in seguito condotta processionalmente alla Collegiata, dove ancora oggi è esposta alla venerazione dei fedeli. Nel mese di ottobre dello stesso anno, cominciarono i lavori di costruzione della nuova chiesa, terminati definitivamente nel 1783. Negli anni successivi,  il santuario  è stato ornato di stucchi e dotato di un altare in marmo e di un organo, entrambi acquistati a Napoli.
Sebbene la leggenda faccia risalire l’edificazione del santuario al 1779, vi sono tuttavia alcuni atti notarili che testimoniano la presenza di una cappella già nel 1500. I suddetti atti citano: “Sorgeva sur un monte a forma di cono, processo il Calore, e che veniva chiamata anche Santo Salvatore”. In ogni caso, molte furono le modifiche subite dalla struttura dopo gli eventi del 1779: oltre al già menzionato acquisto dell’altare e dell’organo (oggi non più esistente ma che, in origine, fu dapprima collegato dietro l’altare e poi al di sopra della porta d’ingresso della chiesa), la chiesetta fu ampliata ed assunse la forma di croce greca. 

### Le statue

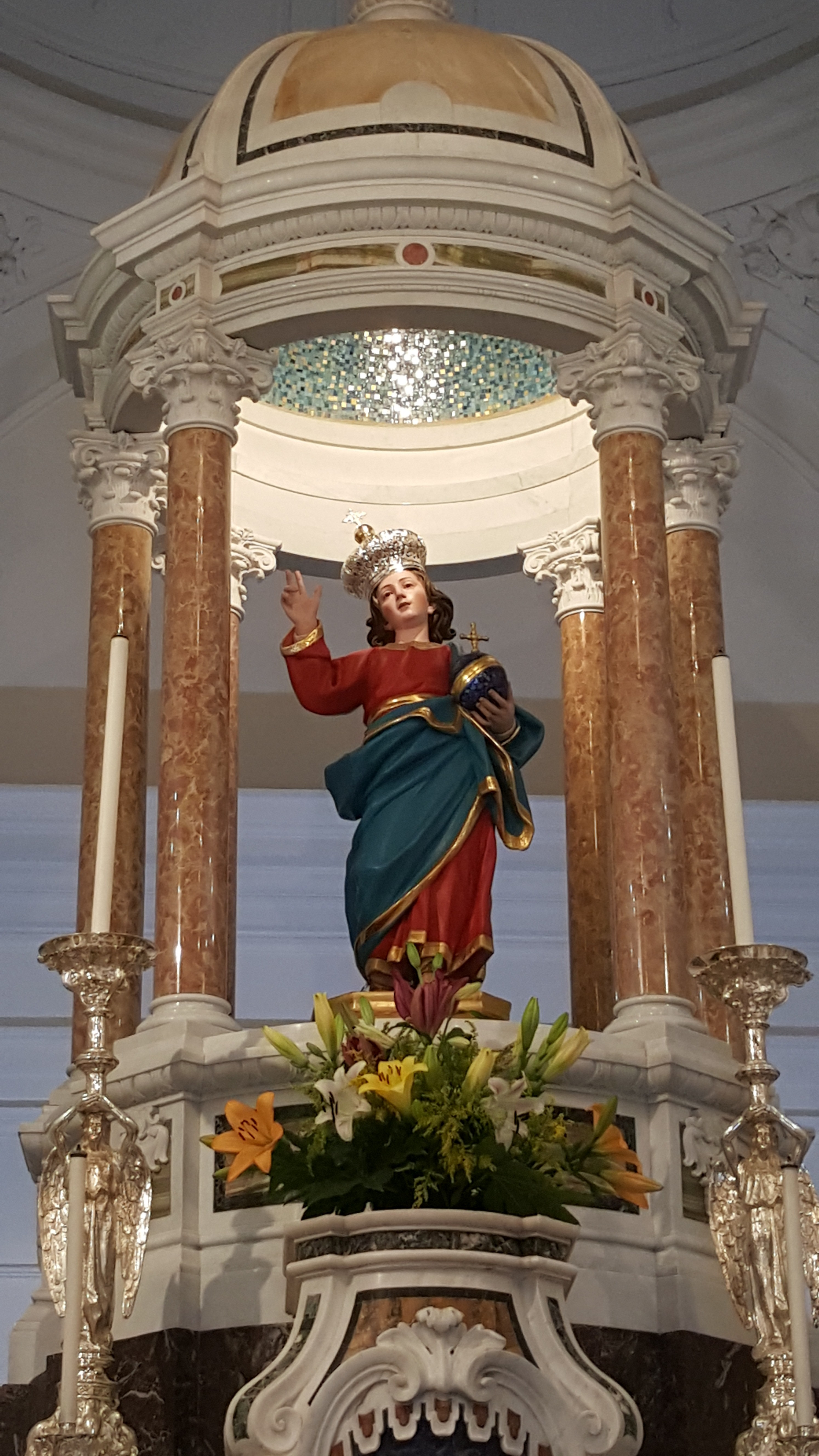
Statua lignea del SS Salvatore

Nel corso del tempo sono state costruite,oltre alla già citata statua d'argento, altre due statue per il Santuario del Santissimo Salvatore.
Secondo una leggenda, la più antica statua del Salvatore si trovava inizialmente nella chiesetta SS. Salvatore in Prato, situata nella piana a nord di Montella. Questa venne poi spostata sulla collina del Toppolo del Mulino nella cappella di S. Elia, che si ergeva nei pressi del Ponte del Mulino (chiamato anche Ponte della Lavandaia).
Qui, dalla chiesetta SS. Salvatore in Prato, a causa delle molestie subite dai porcari (individui abietti adibiti alla custodia e al pascolo dei maiali) che le scagliavano contro pietre e rubavano l’olio della lampada votiva, la statua venne nuovamente spostata dai fedeli più a monte, in una zona che prende il nome di “Trucini”.
Non sono mancati incendi provocati dai fulmini, che per diverse volte hanno causato seri danni allo stabile: fu, infatti, nel 1743 che una saetta colpì la statua raffigurante il Salvatore quindicenne.

## Descrizione
L’ingresso della chiesa è attualmente collocato ad est; la facciata presenta una struttura a capanna ed è decorata da tre arcate a tutto sesto che poggiano su pilastri quadrangolari di ordine tuscanico. Al di sopra delle arcate si trova un ordine di tre loggette sormontate da una finestra circolare.

### Parte esterna

#### Il portale
La porta in bronzo all'ingresso centrale della chiesa è stata offerta da Gaetano Marinari in ricordo dei genitori defunti ed è opera di Tarcisio Musto.
I primi due pannelli della porta rappresentano la trasfigurazione del Signore e il giorno dell'istituzione della festa, in onore del Santissimo Salvatore, il 6 agosto; gli altri invece riassumono la storia del Santuario. Nella rappresentazione dei primi due pannelli, Gesù si trova tra Mosè (che regge le tavole della Legge) ed Elia; Pietro, invece, si trova in ginocchio ed è intento ad ammirare la visione di Cristo, mentre Giovanni è in atteggiamento di adorazione. Giacomo è fra tutti il più sorpreso e confuso: con la mano protegge la vista dallo splendore della luce emanata da Gesù. Nel secondo pannello, in particolare, è rappresentato in primo piano il papa che, circondato da un gruppo di uomini di chiesa in abiti liturgici,è nell'atto di proclamare l'istituzione della festa della Trasfigurazione, Sullo sfondo, invece, un groviglio di cavalli e cavalieri rappresenta l’Assedio di Belgrado (1456), mentre nella parte superiore vi è l’apparizione del Salvatore.
Il terzo pannello raffigura una cappella che ha come sfondo la cima dell'Accelica, il pozzo del miracolo (legato ai leggendari avvenimenti del 1779) e un gruppo di persone che attinge acqua sotto lo sguardo vigile di un sacerdote , perché tutto si svolga con rispetto. In primo piano, vi sono un uomo che beve da un’anfora di argilla (detta "lo cicino" in dialetto montellese), due operai che si dividono il pane e un cane in attesa della sua parte. 
La figura centrale del quarto pannello è il già menzionato pozzo del miracolo. Il tema centrale è quello del miracolo della guarigione: ai lati del pozzo vengono, infatti, raffigurati tre miracoli che riguardano, rispettivamente, una donna guarita dalla paralisi del braccio, un uomo dalla gangrena e, infine, una donna salita alla Cappella che fu subito guarita dalla paralisi totale del corpo.
La quinta formella raffigura la processione alle falde della montagna (dette “Trucini”). Vi sono gli stendardi delle varie Confraternite, il clero, la statua portata dai sacerdoti e il popolo. In primo piano, l’artista ha introdotto la figura di un umile contadino e quella di due pastorelli fraternamente abbracciati.
La sesta formella, infine, è considerata quasi una sintesi della storia di Montella, dal momento che essa raffigura il Convento del Monte, la Chiesa Madre e il Santuario del Salvatore.
Le porte laterali, realizzate in bronzo, sono state modellate dell’architetto e scultore Antonio Manzi, nativo di Montella, e rappresentano i momenti più importanti della Bibbia: l’Annunciazione, la nascita di Cristo, l’Ultima Cena e la Crocifissione.

#### La campana

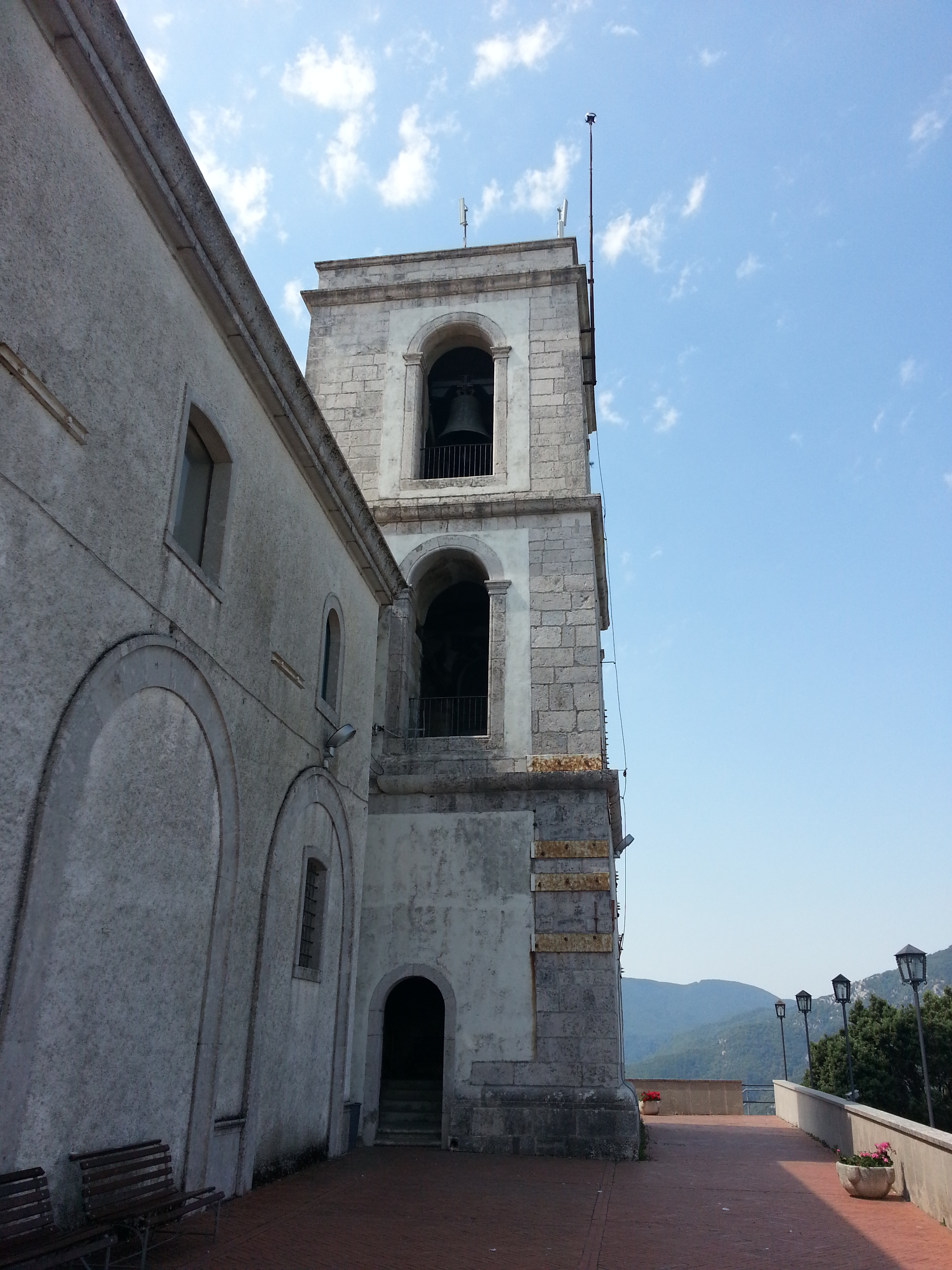
Campanile del Santuario

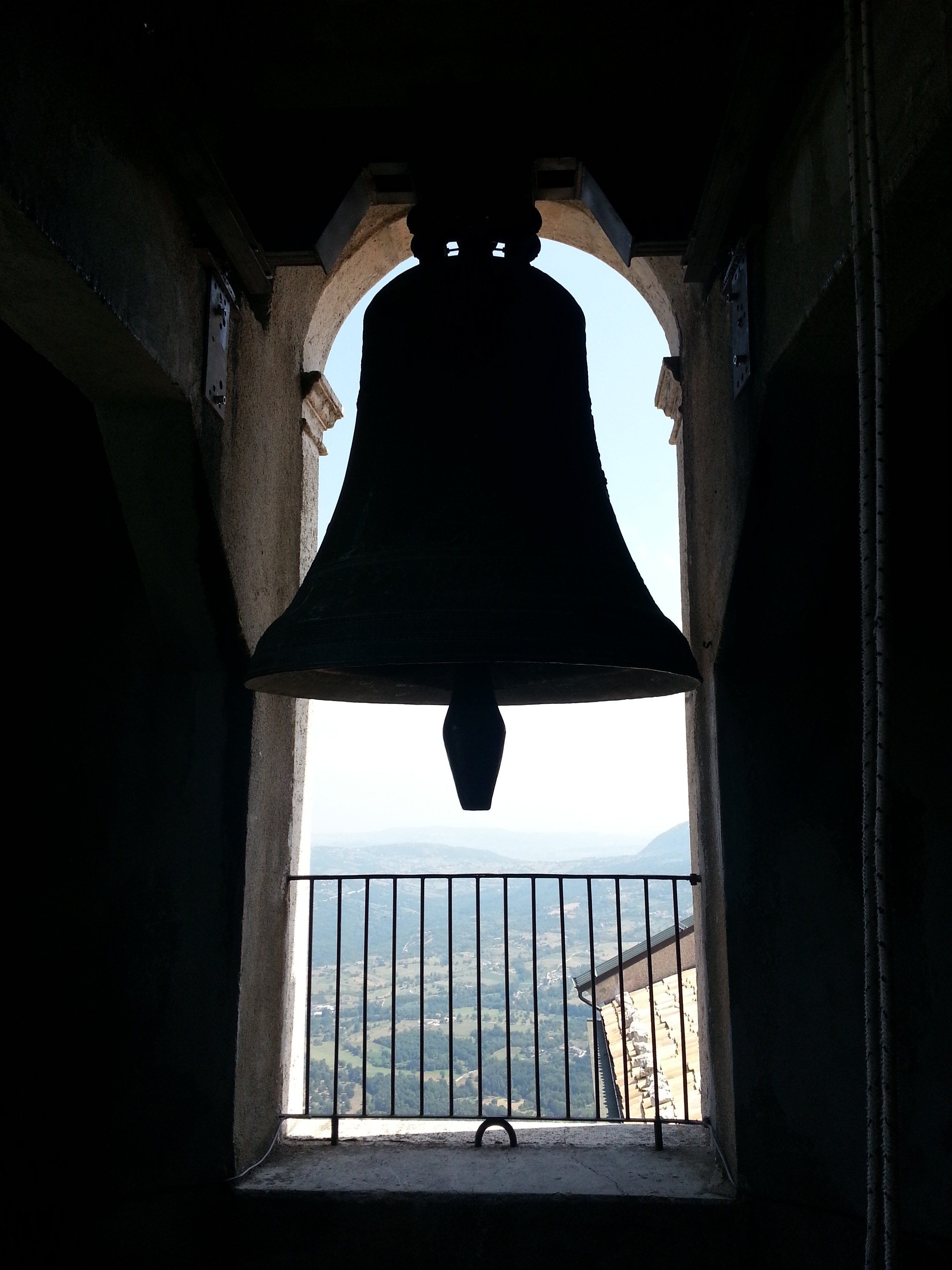
Campana del Santuario

##### Descrizione
Sulla campana, realizzata in bronzo, sono incise cinque frasi, due di queste pronunciate da Gesù:”’’Venite a me voi tutti che siete oppressi e affaticati ed io vi darò forza’’”, “‘’Io sono la risurrezione e la vita’’”. La terza frase rappresenta un saluto alla Madonna “‘’Ave, Regina dei Cieli; ave, Regina degli Angeli.’’”. La quarta contiene una preghiera di invocazione “‘’Dai fulmini e dalle tempeste liberaci, Signore.’’” e infine l’ultima “‘’Il mio suono parlerà di voi al Signore’’”.

##### Storia
Nel 1783, il popolo chiese la fusione di due campane destinate al Santuario e l’incarico fu affidato a Nicola Verzella, il quale provvide alla costruzione delle due campane che avvenne ad opera di Armidoro e Francesco Marinelli di Agnone. Le campane, entrambe situate sotto il loggiato, erano rispettivamente,di 20 e 8 cantaie. Quella più grande venne, nel 1799, trasportata a Montella e collocata sul campanile della Collegiata; la seconda, invece, rimase sul Santuario ma si ruppe nel 1843. L'amministratore Gioacchino Natellis provvide a farne costruire un’altra con rifosa di metallo che raggiunse il peso di 22 cantaie; anch’essa, tuttavia, si lesionò, ragion per cui l’anno successivo ne fu fusa un’altra da Ercole Marinelli di Agnone, artefice della prima campana nel 1783. Questa, risalente al 1848, è situata in cima al campanile ed è stata benedetta il 9 Ottobre 1849 dall’Arciprete Cesare Palatucci.

##### Leggenda
A proposito della campana del santuario, vi è una leggenda secondo la quale un noto allevatore di Montella, dopo tanti tentativi andati a vuoto, sarebbe riuscito a trasportare la campana sul santuario del Santissimo Salvatore servendosi di un paio di buoi.
Secondo la leggenda, quando il corteo che seguiva l’allevatore giunse sul soglio di quella che è l’attuale gradinata che immette sul Santuario, i buoi, per nulla affaticati dall’impresa conclusasi positivamente, si inginocchiarono in segno di reverenza, tra lo stupore e le lacrime dei presenti.
Da quel giorno sarebbe così  nata la tradizione,riconosciuta ancora oggi dai pellegrini provenienti da diversi territori, di percorrere le scale in ginocchio e in preghiera, fino al raggiungimento dell’altare del S.Salvatore.

### Parte interna

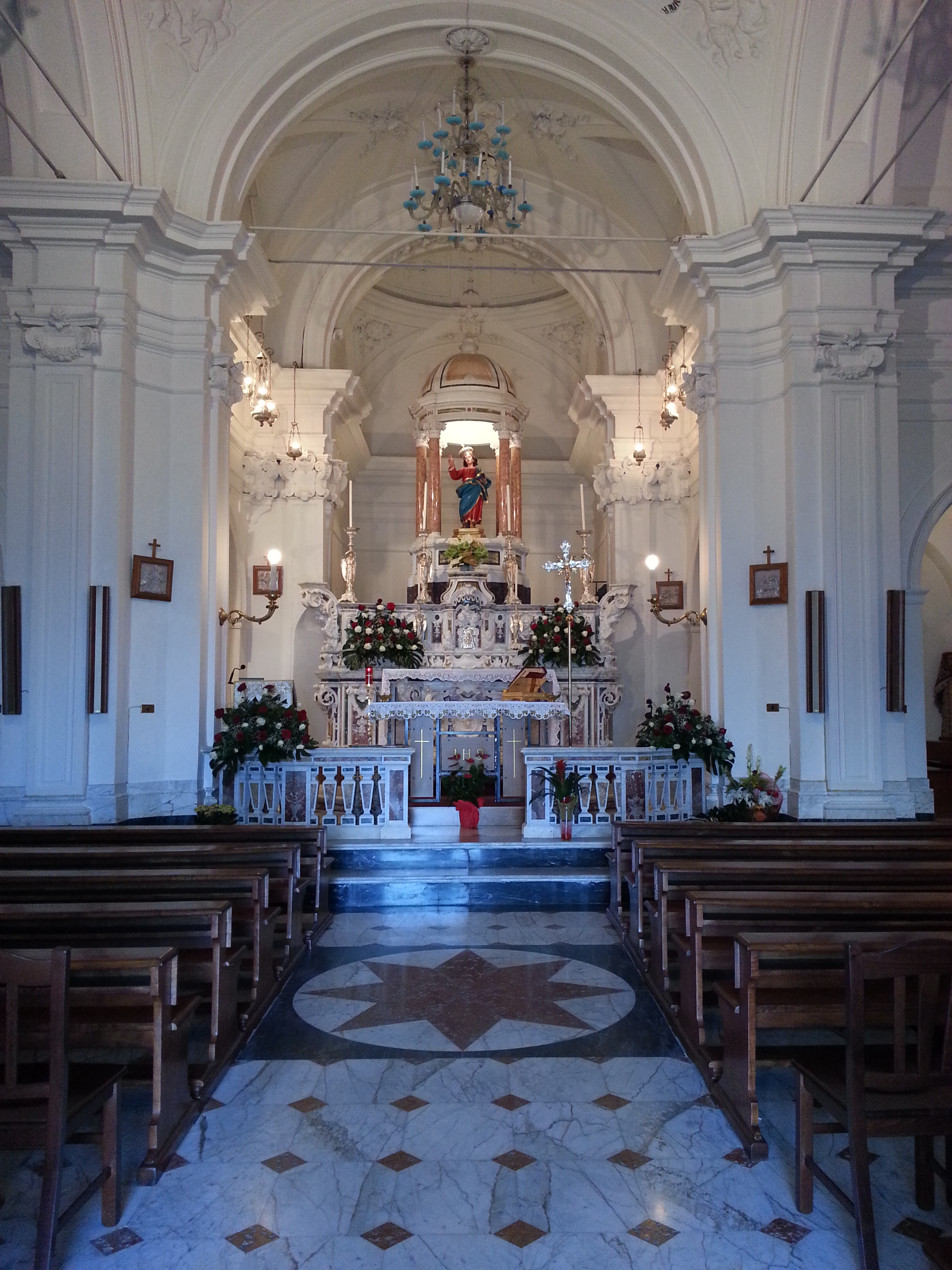
Parte interna del Santuario

#### L’altare
L’altare fu realizzato nel 1789 da un marmoraio napoletano e fu offerto dal tesoriere del santuario per 500 ducati, date le difficoltà economiche dei concittadini. È realizzato in marmi policromi fusi tra loro e al centro del paliotto vi è  un bassorilievo della figura del Salvatore.

#### Le vetrate
I temi delle cinque vetrate artistiche sono la gloria, la misericordia del Signore e l’amore verso il prossimo. Le vetrate, infatti,  raffigurano la Trasfigurazione, le parabole del padre che accoglie il figlio perduto, il Samaritano che ha pietà dell’uomo assalito dai briganti, l’incontro di Gesù con la Samaritana e la dolce immagine della Madonna del Monte.

## Culto
L’iconografia del Salvatore è quella del  Gesù della Trasfigurazione, la cui festa è una delle più importanti della liturgia cattolica e ortodossa. Essa fu istituita in Occidente solo nel 1457 da papa Callisto III, il quale aveva inteso manifestare la gratitudine della Chiesa come ringraziamento per la vittoria riportata a Belgrado il 6 agosto del 1456 dall’esercito cristiano contro Maometto II. I montellesi vollero, in modo concreto, aderire alle disposizioni del Papa; essi, pertanto, costruirono sul monte che allora prendeva il nome di S.Elia una chiesetta la quale, in memoria del voto di Callisto III, venne dedicata alla  Trinità. Il 21 maggio del 1780 il popolo volle portare per le strade del paese la statua dedicata al Santo in processione con l’annessa presenza del vescovo.  È da allora che, ogni anno, in quel giorno si celebra la festa del SS. Salvatore nella Chiesa Madre di Montella. Nel 1879 fu festeggiato il centenario del miracolo dell’acqua e nel 1892 si inaugurò il monumento del Salvatore eretto in Piazza Bartoli, accanto al campanile. Per questa occasione la festa si protrasse per tre giorni e fu così che nacque la consuetudine di festeggiare il Salvatore in paese per lo stesso numero di giorni. 
Al SS. Salvatore è dedicata anche l’Abbazia del Goleto in località Sant’Angelo Dei Lombardi. In passato, inoltre, è stata registrata l’esistenza, a Montella, della Parrocchia di S. Salvatore in Prato, della quale però non si hanno più tracce dal 1515. Attualmente la cappella del Santissimo Salvatore è riconosciuta dallo Stato come ente giuridico a scopo di beneficenza, di culto e di devozione. 

## Il Monumento all’emigrante
Il Monumento all’Emigrante, che ha per titolo Il cammino della speranza, è un’opera di cui è possibile ammirare la bellezza nei pressi del Santuario del SS. Salvatore di Montella.

### Realizzazione
Responsabile dell’idea della realizzazione del monumento è l’Associazione Regionale della Campania che ha sede a Norristown in Pennsylvania, dove è presente una comunità di emigrati campani. L’associazione, guidata da Erminio Gambone in collaborazione con Italo Manzi, nasce nel 2000 per sensibilizzare gli uomini nei confronti della cultura italiana. Per stimolare, dunque, l’incontro dei diversi modi di vivere, nel 2004 il direttivo dell’associazione ha avuto l’idea di erigere il monumento. Il 5 ottobre 2007 viene formalizzata l’idea con la nascita dell’Associazione per la Realizzazione del Monumento all’Emigrante (AME) e lo studio dell’opera viene commissionato al maestro Antonio Manzi, montellese trasferitosi in Toscana, non solo per la sua fama e le sue origini ma anche per continuità con un’altra opera da lui realizzata per il santuario, cioè le porte laterali dell’ingresso della chiesa. Il monumento ha come motivo il cammino dell’uomo in senso storico e geografico, dunque il contatto con genti e paesi alla ricerca di situazioni migliori

### Scelta del luogo e descrizione del monumento
Il santuario del SS. Salvatore, nei cui pressi è stato collocato il monumento, è da sempre particolarmente caro ai montellesi e agli emigrati. La scelta del luogo ha, inoltre, condizionato anche la forma della scultura,  concepita come qualcosa di distinto dal Santuario e situata in una zona molto depressa rispetto al livello del piazzale, ragion per cui il monumento non può che slanciarsi verso l’alto.
Il monumento è una sorta di obelisco in bronzo di circa quattro metri e ottanta centimetri. Esso, a forma di un albero slanciato, parte dalla base formata da massi di pietra calcarea, simbolo dell’aridità su cui si innestano le radici dell’albero, dalle quali si slanciano gli uccelli migratori carichi di speranza. Il fusto dell’albero, tortuoso e serpeggiante, vuole rappresentare il difficile cammino degli emigranti in terre sconosciute; dal tronco si affacciano volti che richiamano la sofferenza iniziale degli emigranti ma, man mano che si sale verso l’alto, il fusto si apre a forma di calici per simboleggiare la speranza di una vita migliore. Le mani che sorreggono la famiglia rappresentata alla sommità del monumento vogliono simboleggiare la solidarietà tra gli emigranti, mentre il fanciullo collocato tra i genitori è simbolo della fertilità e della continuità della vita. La sommità del monumento, con la famiglia unita e felice, vuole rappresentare il raggiungimento degli scopi dell’emigrazione e, dunque, una raggiunta serenità. Alla base della scultura è stata collocata una rosa dei venti, simbolo dedicato ai paesi soggetti all’emigrazione dei nostri connazionali. Sulla facciata inclinata è, infine, incisa la scritta: “A tutti gli emigranti sparsi nel mondo”. 

### Posa della Prima Pietra e inaugurazione
Il 29 maggio 2010 si è svolta, presso il Santuario, la Cerimonia della Posa della Prima Pietra del Monumento. L’evento ha visto la partecipazione di diverse autorità: l’artista Antonio Manzi, il sindaco di Montella e parte della Giunta Comunale;alcuni sindaci dei paesi limitrofi, una rappresentanza dell’Arcivescovo di Sant’Angelo dei Lombardi e diocesi associate, nonché  i componenti delle dodici confraternite religiose di Montella. Francesca Alderisi, infine, a capo di una troupe di RAI International ha seguito e documentato l’evento trasmesso in tutto il mondo. Dopo la celebrazione eucaristica, durante la quale si è discusso del monumento e della questione dell’emigrazione, ha avuto luogo la cerimonia della posa della prima pietra, un frammento di pietra calcarea prelevato dal  Palazzo del Congresso degli Stati Uniti d’America  nel 1800 e conservato nella cittadina; esso è stato donato all’Associazione Regionale della Campania accompagnato da un certificato che ne attesta la provenienza. Il progetto è stato poi presentato ufficialmente e nell’iniziativa sono stati coinvolti, oltre ai cittadini del luogo, giovani e figli di emigrati al fine di mantenere vivo il ricordo della loro terra d’origine. L’inaugurazione del Monumento all’Emigrante è avvenuta il 30 giugno 2012, circa due anni dopo la posa della prima pietra. L’evento ha avuto inizio con la celebrazione della Santa Messa all’aperto, nei pressi del pozzo del miracolo. Alla fine della celebrazione, è stato spontaneamente intonato, dalla popolazione intervenuta, l’inno al Santissimo. In seguito, con il taglio del nastro e la deposizione di una corona di alloro in memoria degli emigrati, è iniziata la cerimonia dell’inaugurazione.